# Caballo de mar (película)
Caballo de mar es una película de Argentina filmada en colores dirigida por Ignacio Busquier sobre su propio guion  que se estrenó el 14 de agosto de 2020 y tuvo como principales intérpretes a Ailín Zaninovich, Pablo Cedrón y Alfredo Zenobarto. Esta ópera prima del director, filmada en Necochea y Quequén, fue la última interpretación para cine de Pablo Cedrón, fallecido en 2017.

## Sinopsis
Un marinero pierde el barco en el que estaba embarcado y se queda en un pueblo portuario la misma noche que desaparece un hombre al que conoció en un bar. La policía lo acosa acusándolo de cómplice en un robo y por ello emprende su búsqueda, durante la cual conoce una mujer que cambiará el curso de su vida.

## Reparto
Participaron del filme los siguientes intérpretes:
- Pablo Cedrón
- Ailín Zaninovich
- Alfredo Zenobi
- Martín Tchira
- Mariel Noguera
- Rubén Sabadini
- Victoria Sarasibar

## Comentarios
Diego Batlle en La Nación opinó:”…produce una mezcla de fascinación y melancolía…una combinación entre el film noir con ambientes lúgubres y personajes torturados, el policial… y el drama romántico. …Más allá de la prolija fotografía de Fernando Marticorena y de los aportes musicales de Christian Basso, este debut en la ficción de Busquier luce demasiado frío, distante y artificial como para generar algún tipo de empatía e identificación emocional.